# Holmesina

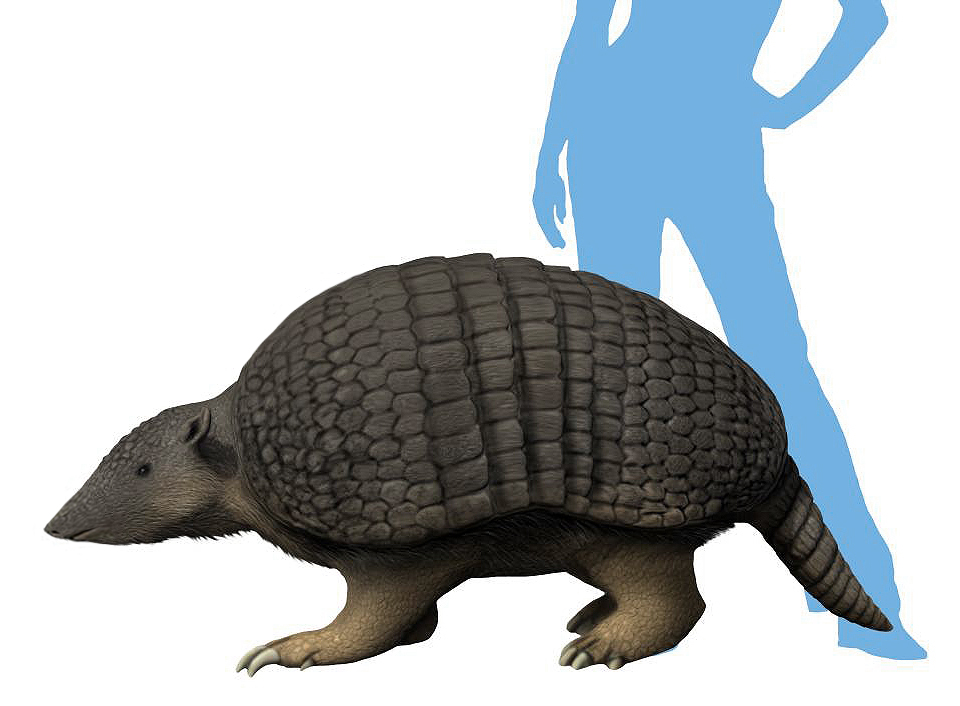
Representación de Holmesina comparado con una persona.

Holmesina es un género extinto de mamífero xenartro de la familia de los pampatéridos, un grupo extinto de animales similares a armadillos a los que estaban distantemente relacionados. Como los armadillos, y a diferencia de la otra rama extinta de los Cingulata, los gliptodontes, el caparazón estaba hecho de varias placas flexibles (osteodermos) que le permitían al animal moverse más fácilmente. Las especies de Holmesina eran herbívoras; los actuales armadillos son mayormente insectívoros.

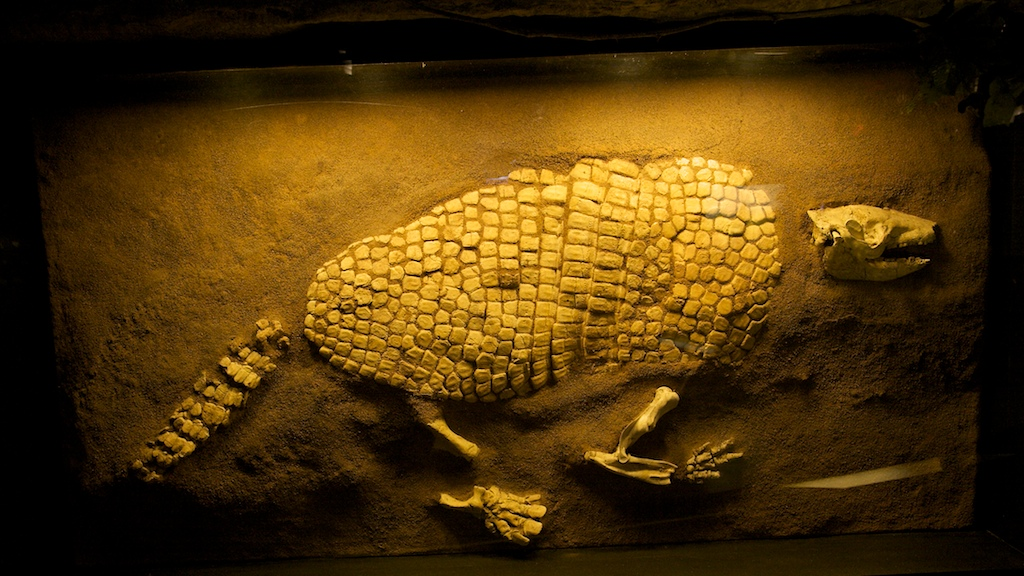
Holmesina septentrionalis

Los ejemplares conocidos de Holmesina son mucho mayores que cualquiera de los armadillos modernos. Holmesina septentrionalis por ejemplo, alcanzó un peso de alrededor de 180 kg. Holmesina habría vivido en hábitats menos secos que su pariente Pampatherium. Holmesina vivió hasta el Pleistoceno tardío en América del Norte y del Sur. Las diversas especies del género más conocidas del género fueron Holmesina septentrionalis, que vivió en el Pleistoceno tardío de México, Florida y Texas alcanzando el norte de Kansas. Este animal viajó hacia el norte durante el Gran Intercambio Biótico Americano, y se adaptó bien a los ambientes de Norteamérica, como los perezosos terrestres, gliptodontes, armadillos, capibaras, y otros inmigrantes suramericanos. Holmesina paulacoutoi vivió en el Pleistoceno tardío, en Brasil. Esta especie se ha encontrado también, en parte, en la misma área que Pampatherium. Si ambos géneros coexistieron no es actualmente claro. De la zona fronteriza entre las actuales Perú y Ecuador a finales del Pleistoceno se descubrió a la especie Holmesina occidentalis.